# Ryssby kyrka, Kronobergs län
Ryssby kyrka är församlingskyrka för Ryssby församling i Växjö stift. Kyrkan ligger i Ryssby i Kronobergs län.

## Namnet
Namnet (1306 Ryzby), taget från kyrkbyn, har ett förled ryd, röjning och efterled by.

## Kyrkobyggnaden
Nuvarande kyrka är den tredje kända kyrkan på samma plats. Den byggdes 1840 - 1844, efter ritningar av Axel Nyström och uppfördes i så kallad Tegnérstil eller nyklassicistisk stil. Bygdens folk utförde byggarbetet under ledning av byggmästare P. Pettersson från Sandhult i Västergötland. 2 augusti 1846 förrättades invigningen av biskop Christopher Isac Heurlin. Nya kyrkan ersatte en medeltidskyrka som hade byggts till under 1770-talet och låg längre åt sydost.Kyrkan består av ett rektangulärt långhus med ett halvrunt kor i söder och en sakristia vid östra långväggen samt en tornbyggnad i norr. Tornet är försedd med en fyrsidig lanternin med tornur. Lanterninens tak kröns av ett kors. Interiören är av tidstypisk salkyrkokaraktär med tunnvalv och präglas av ljus och rymd. Det i kortaket framträdande och mycket vackra konstverket är en målning från 1951 utförd av Waldemar Lorentzon, medlem i Halmstadgruppen. Den skildrar hela frälsningshistorien från skapelsen till tidens slut. 1964 togs en runsten, Ryssbystenen, ut ur kyrkoväggen och restes på kyrkogården.

## Inventarier
- Det iögonfallande triumfkrucifixet är från 1200-talets andra hälft. Dessvärre är tillverkaren okänd.
- Bakom korset med svepduk finns altartavlan av okänt ursprung. På ömse sidor om altaret finns skulpturer vilka symboliserar tron och hoppet. Det är troligt att dessa är snidade av skulptören Per Magn. Ursprungligen tillfördes de den dåtida medeltidskyrkan 1779.
- Altarringen är försedd med svarvade balusterdockor.
- Predikstolen som fanns i den tidigare kyrkan anskaffades 1704, men moderniserades 1844 när den sattes in i nuvarande kyrka. Uppgång från sakristian.
- Dopfunten är gjord i sandsten och är från början av 1200-talet. Den tillhör den grupp av funtar som mest förekommer på Österlen kallad Vitabygruppen.
- Ursprunglig sluten bänkinredning som moderniserats 1947-51.
- Orgelläktare med utsvängt mittstycke.

## Orglar
- Före 1773 fanns en orgel med 9 stämmor.[3]
- Den första orgel, som kom till användning i den nya kyrkan, var byggd 1783-1784 av Pehr Schiörlin, Linköping och hade tio stämmor. Den uppsattes av Johan Liljegren, Kvenneberga. Den gamla 1700-talsorgeln fick nytt verk och en utökad fasad 1875, som utfördes av Carl Elfström.
- 1924 byggde Walcker Orgelbau ett nytt orgelverk med sjutton stämmor.
- Nuvarande orgel är byggd 1967 av A. Magnussons orgelbyggeri. Dispositionen är upprättad av domkyrkoorganisten Ture Olsson i Växjö. Orgeln har mekanisk traktur och elektrisk registratur. Det finns fria kombinationer till den.

| Huvudverk I     | Svällverk II      | Pedal         | Koppel |
| Principal 8´    | Gedackt 8´        | Subbas 16´    | I/P    |
| Rörflöjt 8´     | Principal 4´      | Principal 8´  | II/P   |
| Octava 4´       | Rörflöjt 4´       | Gedackt 8´    | II/I   |
| Täckflöjt 4´    | Waldflöjt 2'      | Rörpommer 4´  |        |
| Octava 2'       | Kvinta 1 1/3'     | Mixtur 3 chor |        |
| Mixtur 4-5 chor | Ters 4/5'         | Fagott 16'    |        |
| Trumpet 8'      | Scharf 2 chor     |               |        |
|                 | Krumhorn 8'       |               |        |
|                 | Tremulant         |               |        |
|                 | Crescendosvällare |               |        |

### Kororgel
- År 1965 anskaffades en mekanisk kororgel byggd av A. Magnussons orgelbyggeri.

| Manual        |
| Gedackt 8’    |
| Rörflöjt 4’   |
| Principal 2’  |
| Cymbel 2 chor |